# Уго Міфсуд Боннічі
Уго Міфсуд Боннічі (мальт. Ugo Mifsud Bonnici; нар. 8 листопада 1932) — мальтійський державний і політичний діяч.

## Політична кар'єра
Навчався в Королівському університеті Мальти, де отримав ступінь доктора права в 1955. Працював юристом в судовій системі Мальти. У 1966 почав політичну кар'єру, обраних до парламенту від Націоналістичної партії, надалі незмінно ставав депутатом Палати представників Мальти аж до свого рішення залишити депутатський корпус в 1994. Був активним членом Націоналістичної партії, відповідав у її апараті за питання освіти. Після перемоги партії на виборах в 1987 зайняв пост міністра освіти Мальти, який зберігав із змінами в змісті повноважень аж до 1994. Президент Мальти в 1994-1999. Відомий як автор численних публіцистичних виступів у пресі.

## Сімейні зв'язки
Уго Міфсуд Боннічі відбувається з відомої в мальтійської політиці сім'ї, члени якої неодноразово займали самі різні посади в державному апараті. Так, син самого Уго Міфсуда Боннічі, Кармело (р. 1960), є міністром юстиції в уряді Лоуренса Гонці, а двоюрідний брат — теж Кармело (р. 1933) був прем'єр-міністром.

## Нагороди
- Кавалер золотого ланцюга ордена Пія IX (Ватикан, 31 січня 1995)[1]